# 拉贝让
拉贝让（法語：Labéjan，法語發音：[labeʒɑ̃]）是法国热尔省的一个市镇，属于米朗德区。

## 地理
拉贝让（43°32'18"N, 0°30'0"E）面积18.71 平方千米，位于法国奧克西塔尼大區热尔省，该省份为法国西南部内陆省份，北起顺时针与洛特-加龙省、塔恩-加龙省、上加龙省、上比利牛斯省、大西洋比利牛斯省和朗德省接壤。
与拉贝让接壤的市镇（或旧市镇、城区）包括：迪尔邦、伊德拉克-雷斯帕耶斯、卢贝尔桑、米拉蒙达斯塔拉克、圣让勒孔塔勒、塞桑。

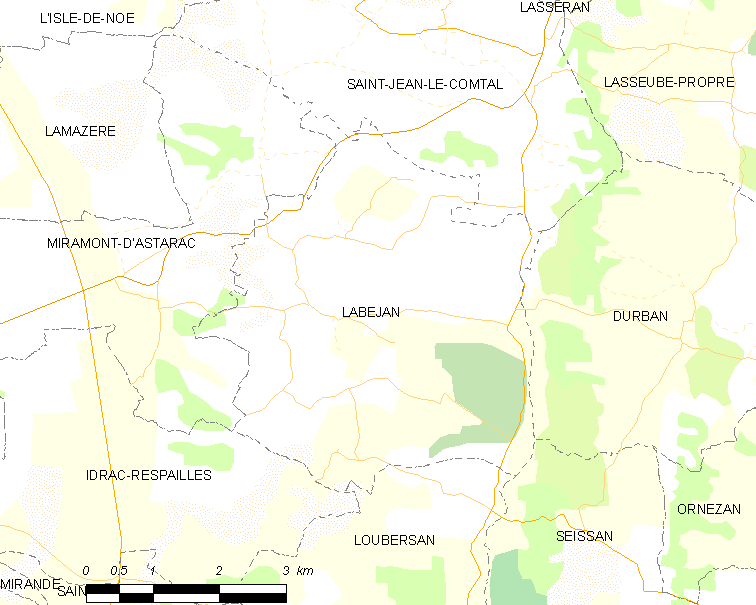
拉贝让的OSM定位图

拉贝让的时区为UTC+01:00、UTC+02:00（夏令时）。

## 行政
拉贝让的邮政编码为32300，INSEE市镇编码为32172。

## 政治
拉贝让所属的省级选区为米朗德-阿斯塔拉克县。

## 人口

1962-2008年间拉贝让人口变化图示

拉贝让于2022年1月1日时的人口数量为291人。